# 巴氏絲尾脂鯉
巴氏絲尾脂鯉，中文俗名帝王燈，為輻鰭魚綱脂鯉目脂鯉科的其中一個種。

## 分布
本魚分布於南美洲哥倫比亞聖胡安河流域。

## 特徵
本魚魚體背部呈淺綠褐色，並逐漸減弱為綠紫色。下半部為藍黑色，並減弱為乳白色，使人感覺在體側有一條黑色的寬條紋。長基臀鰭為淺黃色。在「黑紋」上方，雄魚有一排褐紅色的魚鱗，雌魚的鱗片則較淺。體長約4.2公分。

## 生態
本魚棲息在溪流和湖泊中，性情溫和，屬雜食性，以蠕蟲、甲殼動物等為食。

## 經濟利用
為觀賞性魚類。